# Physella johnsoni
Espèce
La physe des fontaines de Banff (Physella johnsoni) est un petit gastéropode pulmoné d'eaux douces.

## Distribution
L'espèce est endémique des sources thermales de Cave and Basin, lieu historique national du Canada situé dans la ville de Banff, en Alberta, autour de laquelle le parc national de Banff a été créé.

## Référence
- Clench, 1926 : Three new species of Physa. Occasional Papers of the Museum of Zoology, University of Michigan, vol. 168, p. 1-8.